# Calle Andrés Muruais
La calle Andrés Muruais es una calle de la ciudad española de Pontevedra situada en el Ensanche de la ciudad.   

## Origen del nombre
La calle está dedicada al poeta, colaborador de prensa y médico pontevedrés Andrés Muruais Rodríguez, que impulsó el Carnaval de Pontevedra y que falleció prematuramente en 1882.

## Historia
La calle Andrés Muruais fue concebida para agilizar el paso de viajeros y mejorar la comunicación de la ciudad con la nueva estación de ferrocarril de Pontevedra que se estaba construyendo en la actual plaza de Galicia y que entró en funcionamiento el 16 de mayo de 1884. En sus inicios la calle era conocida popularmente como Cuesta de la Estación.
En 1883, apenas un año después de su prematuro fallecimiento, el Ayuntamiento de Pontevedra decidió dar el nombre del poeta y médico pontevedrés Andrés Muruais a la calle para honrar su memoria.
En 1902, el médico pontevedrés Celestino Poza Cobas fundó en el lateral derecho de la calle Andrés Muruais un sanatorio moderno, equipado con las últimas tecnologías médicas de la época, incluyendo electroterapias y facilidades para intervenciones quirúrgicas. Contaba con con ascensor, calefacción central, jardín y terrazas. Sin embargo, tras el golpe de Estado franquista y la Guerra civil española, el sanatorio fue confiscado y desmantelado; incluso se llevaron la primera bomba de radiaciones por cobalto instalada en Galicia. Durante décadas, el edificio se transformó en viviendas ocupadas por personas afines al régimen franquista, posteriormente las viviendas fueron alquiladas y finalmente el edificio fue vendido a una constructora.
A comienzos del siglo XX, el intenso tránsito de viajeros propició la construcción en esta calle de varios hoteles de prestigio, entre ellos el modernista Palace Hotel (en la esquina con la plaza de Galicia), obra del arquitecto Andrés López de Ocáriz Robledo, y el Hotel Engracia (también en el lado izquierdo de la calle), trasladado en 1904 desde la calle de la Oliva. Estos establecimientos acogían a numerosos visitantes que acudían a Pontevedra atraídos por su condición de centro turístico de referencia en Galicia, con espectáculos de gran afluencia como corridas de toros (para las que se ofrecían descuentos en los billetes de tren), exhibiciones aéreas y eventos deportivos. El Palace Hotel era un edificio de gran empaque y un destacado ejemplo del modernismo gallego. De cuatro plantas sobre un bajo y dos fachadas principales en ángulo, presentaba una composición simétrica con vanos alineados verticalmente, balcones de piedra con ornamentación de inspiración geométrica y orgánica y molduras ornamentales enmarcando las ventanas. El frontón de remate curvo superior con el rótulo "Palace Hotel" reforzaba la verticalidad y actuaba como elemento distintivo, coronando la fachada principal junto a un gran ventanal semicircular flanqueado por óculos. Los elementos de piedra en esquinas y cornisas se combinaban con revoco en los paños de fachada, mientras la repetición rítmica de huecos y balcones aportaba monumentalidad y dinamismo.
El Gran Hotel Engracia era un edificio de bajo y tres plantas, rodeado de jardines laterales y dotado de cuatro fachadas que permitían la entrada de luz natural en todas sus habitaciones. Contaba, además, con modernos adelantos para la época, como timbres, sala de ajedrez y alumbrado eléctrico y en él se hospedaron personalidades como Alejandro Lerroux. Tras años de abandono, en 1945 el Ayuntamiento de Pontevedra adquirió el Hotel Engracia y, tras una reforma parcial, reabrió en julio de 1946 con restaurante y salones para banquetes y actos oficiales. Poco después se proyectaron nuevas mejoras y en 1947 se invirtieron 980.000 pesetas en su ampliación y mobiliario. Sin embargo, el hotel acabaría cerrando definitivamente, y en 1959 el ayuntamiento sacó el solar a subasta. Finalmente, en 1964, el Casino Mercantil e Industrial compró el edificio para instalar allí su sede.
En diciembre de 1924, el tranvía eléctrico empezó a circular por la calle Andrés Muruais, reemplazando al de vapor. 
Esta calle fue un importante centro comercial de la ciudad, albergando inicialmente hoteles como el Palace y el Engracia y más adelante en la segunda mitad del siglo XX el Hotel México, y negocios emblemáticos ya desaparecidos como la ferretería Quintillán y la pastelería Ankarr, junto a otros como el ultramarinos de Matías de Cabo.
En 1991 el Casino Mercantil e Industrial se trasladó a una nueva ubicación tras haber vendido en 1990 su sede de la calle al Ministerio de Hacienda para su nueva sede del Catastro. El Catastro provincial se instaló en su nuevo edificio en 1994.
En junio de 2001 terminó la reforma y humanización de la calle Andrés Muruais con la ampliación de aceras para ganar espacios peatonales y reorganización de las plazas de aparcamiento.
En 2021, tras años sin uso, el edificio del antiguo sanatorio de Celestino Poza Cobas resurgió como O Sanatorio, un centro cultural y de coworking multidisciplinar orientado a la salud y la creatividad. 

## Descripción
La calle Andrés Muruais tiene 108 metros de longitud y 7 metros de anchura media y une la plaza de Galicia con la calle García Camba y la calle Peregrina, comunicando el centro de la ciudad con el barrio de Campolongo.
Es una calle comercial del primer ensanche de Pontevedra con un carril de circulación y dos aceras en cuesta descendente norte-sur desde la calle García Camba hasta la plaza de Galicia.
En el lado derecho de la calle Andrés Muruais se encuentra el centro cultural y de coworking multidisciplinar O Sanatorio. El centro ocupa 700 metros cuadrados distribuidos en varias plantas, ofreciendo espacios de trabajo, talleres, oficinas, un estudio de grabación, cafetería, cocina, huerto urbano y áreas diáfanas para actividades culturales y artísticas. Su objetivo es fomentar la creatividad, la innovación y la colaboración entre autónomos y profesionales de diferentes disciplinas. El proyecto incorpora un enfoque integral de bienestar: los usuarios pueden acceder a menús diarios cardiosaludables, actividades deportivas, estiramientos y masajes, gestionados por una nutricionista.
En el lado izquierdo de la calle se sitúa la sede provincial del Edificio del Catastro de Pontevedra, perteneciente al Ministerio de Hacienda, un inmueble de bajo y tres alturas que sobresale por la continuidad acristalada de sus vanos. Contiguo al edificio del catastro en la parte superior de la calle se encuentra el Edificio Las Torres, el rascacielos pontevedrés por excelencia.

## Galería de imágenes

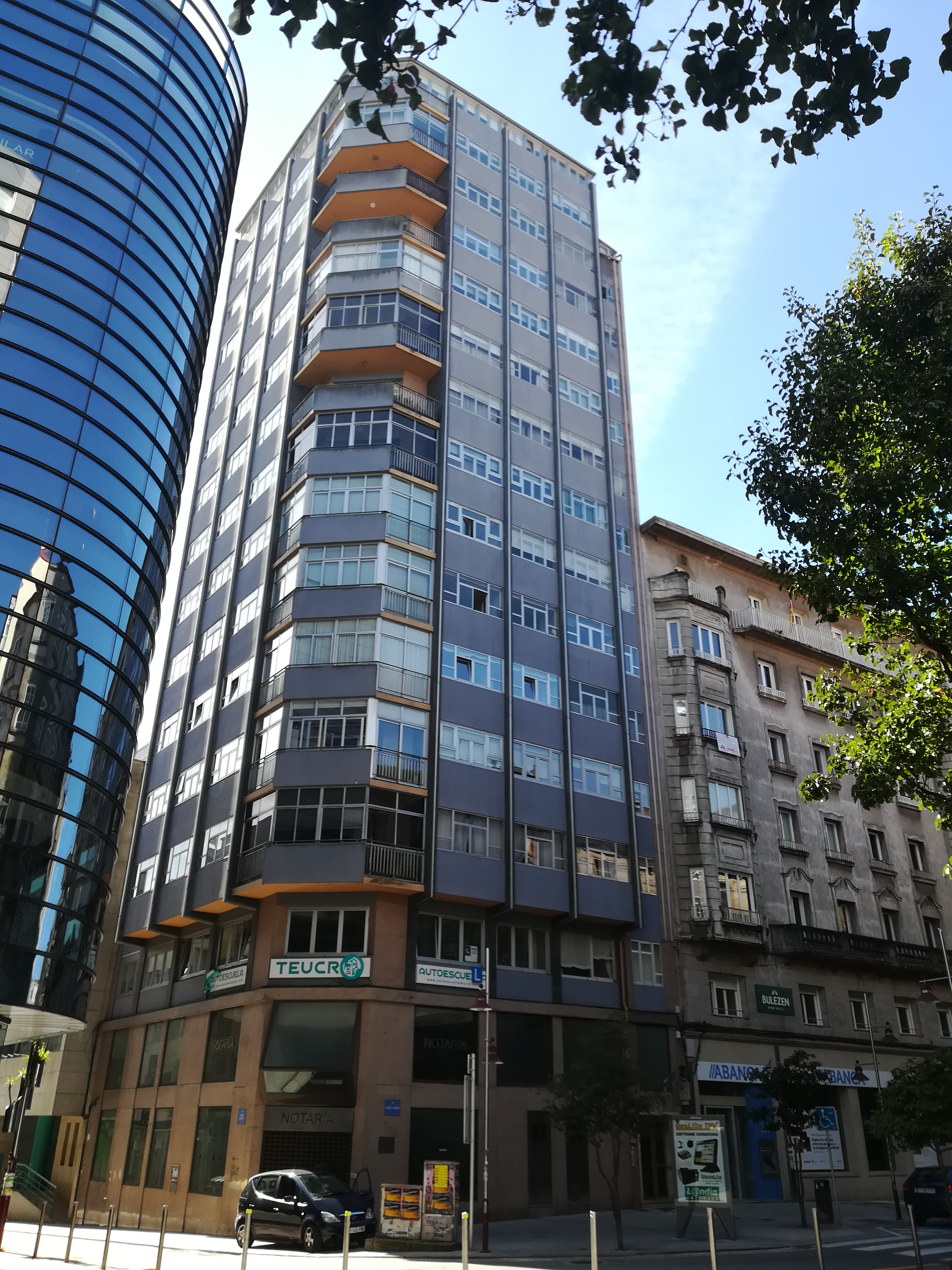
Edificio Las Torres en la parte superior de la calle.
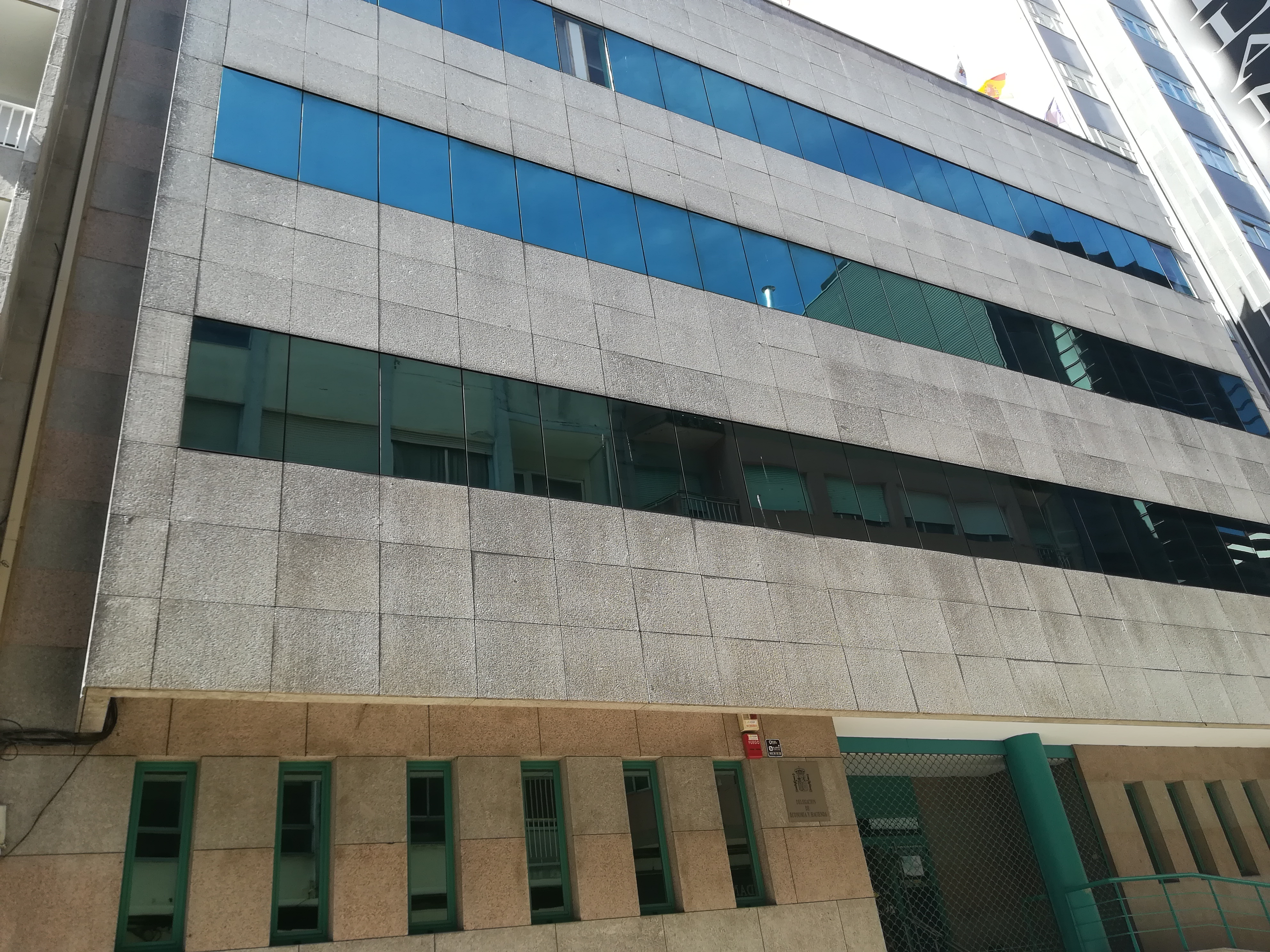
Edificio del Catastro del Ministerio de Hacienda.
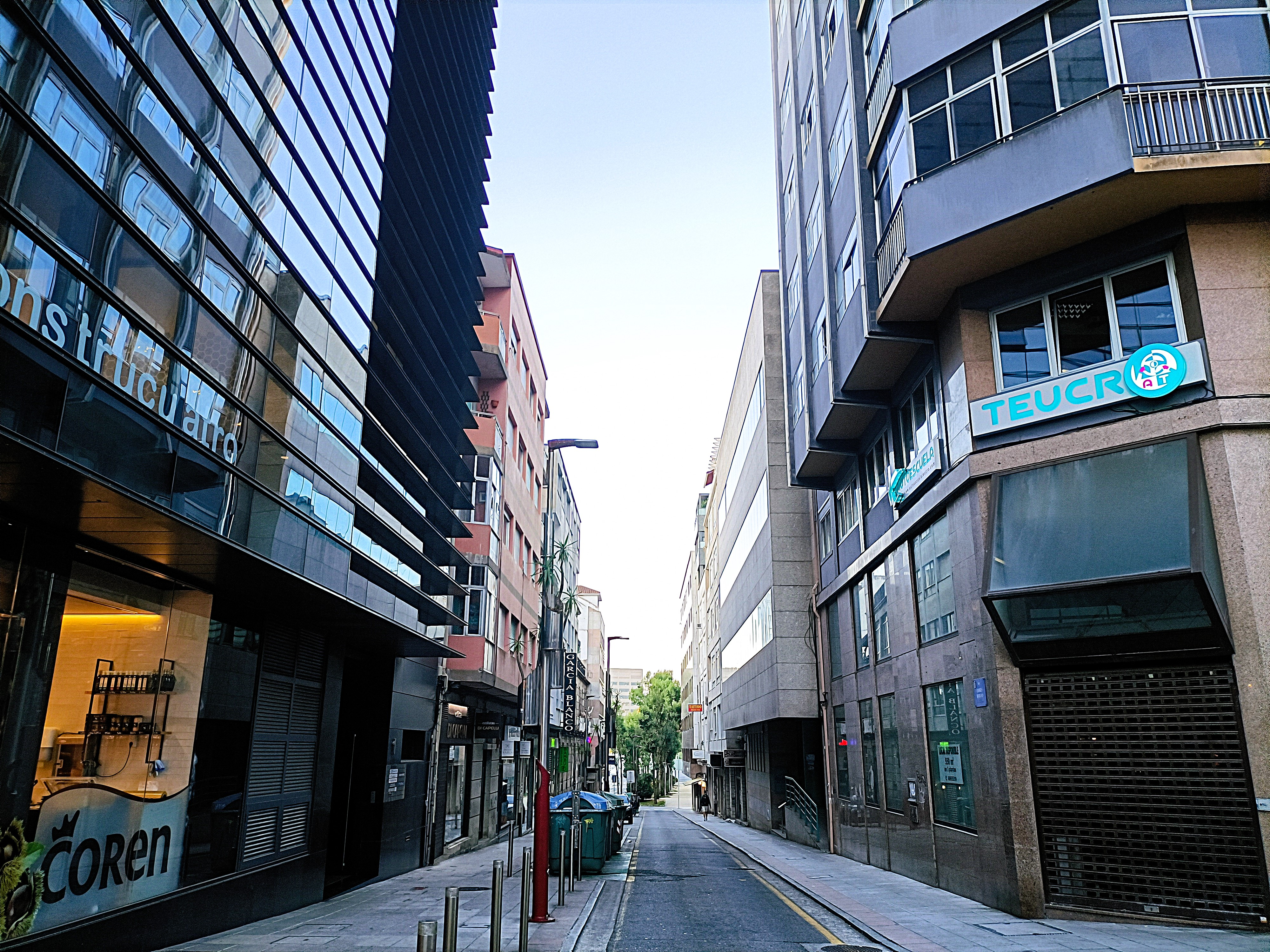
Vista de la calle desde la Calle García Camba
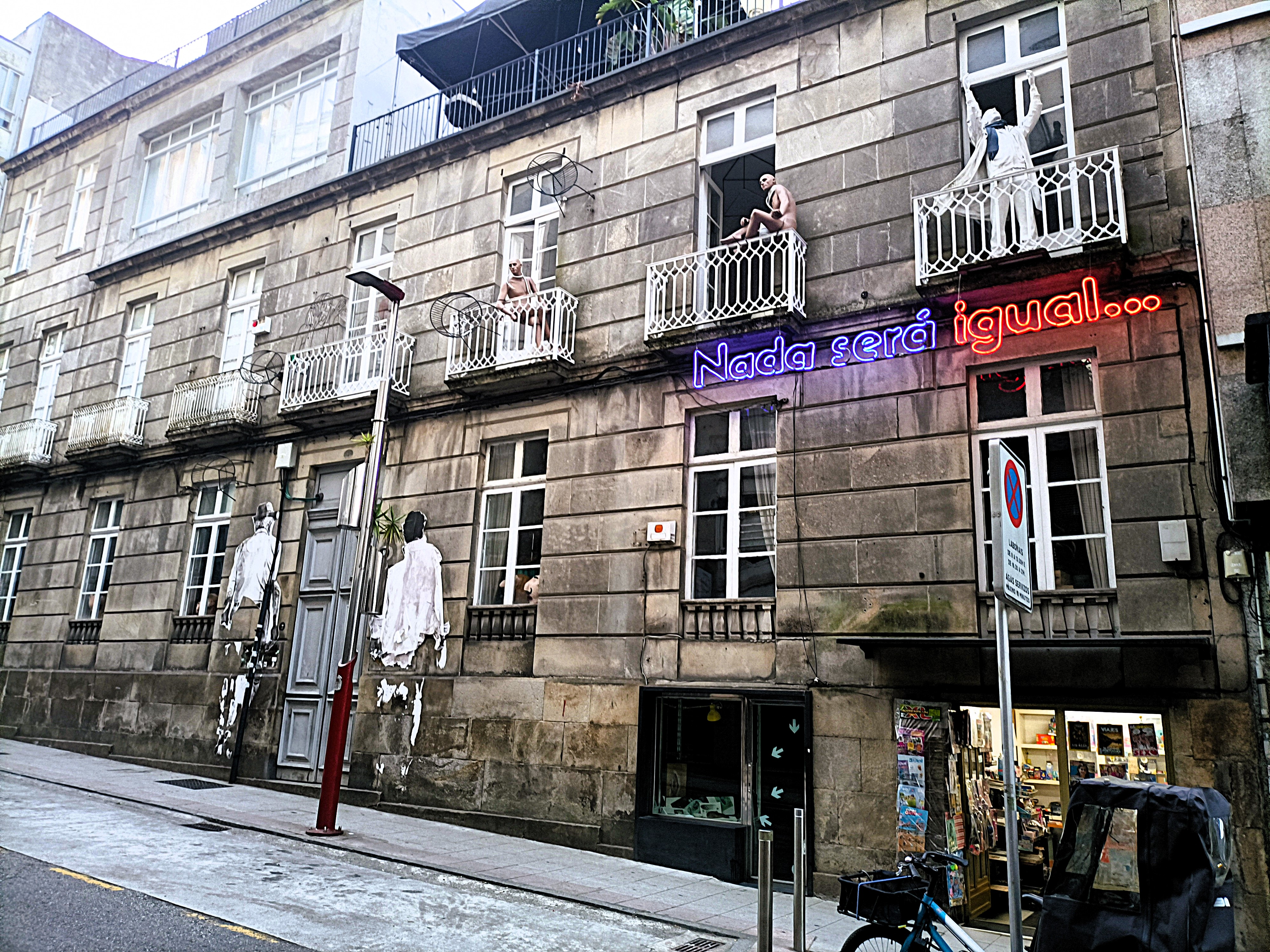
O Sanatorio, en la parte derecha de la calle.